# Langblättrige Melde
Die Langblättrige Melde (Atriplex oblongifolia), auch Langblatt-Melde genannt, ist eine Pflanzenart aus der Gattung der Melden (Atriplex) innerhalb der Familie der Fuchsschwanzgewächse (Amaranthaceae).

## Beschreibung

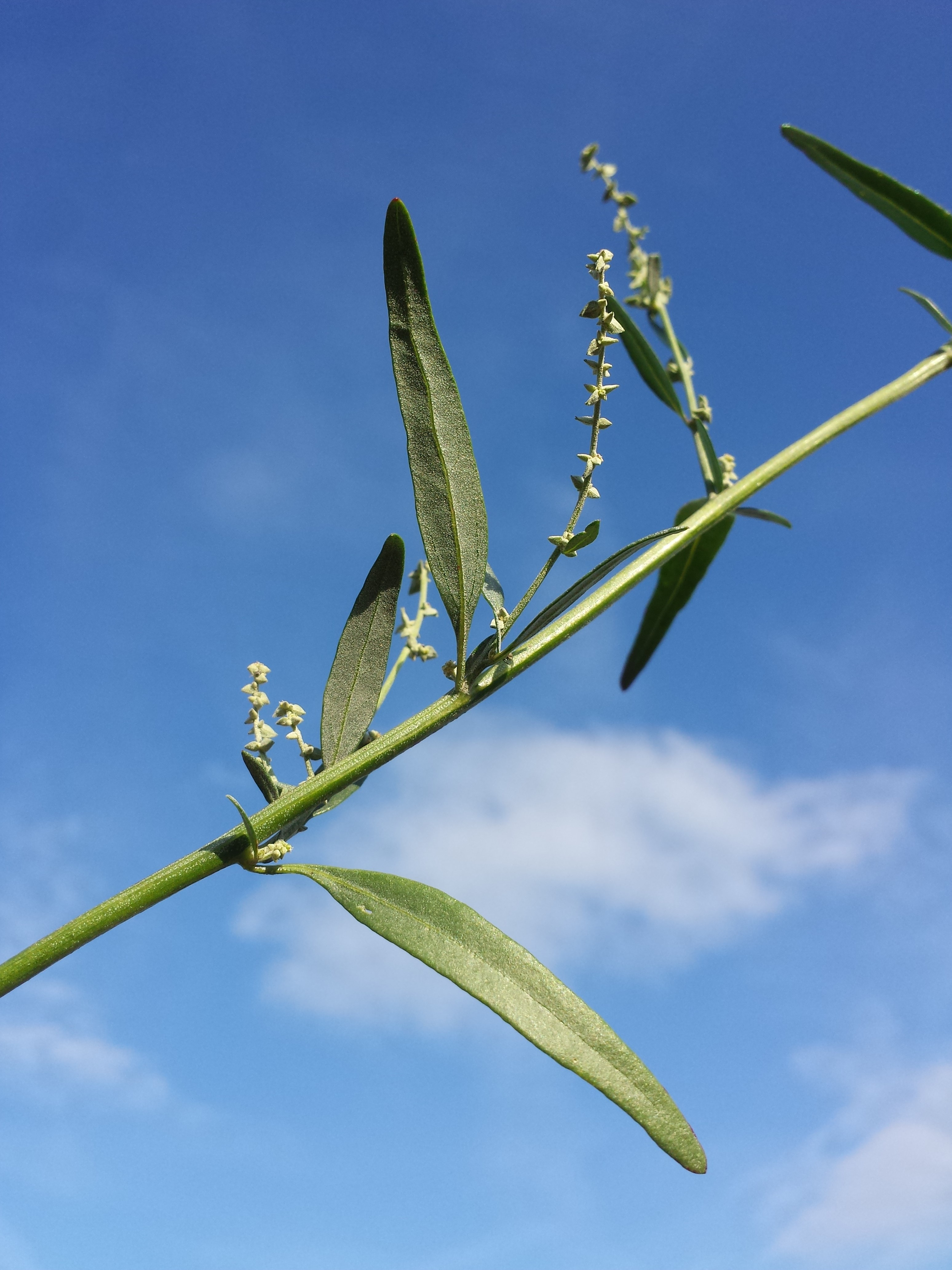
Stängel mit oberen Laubblättern

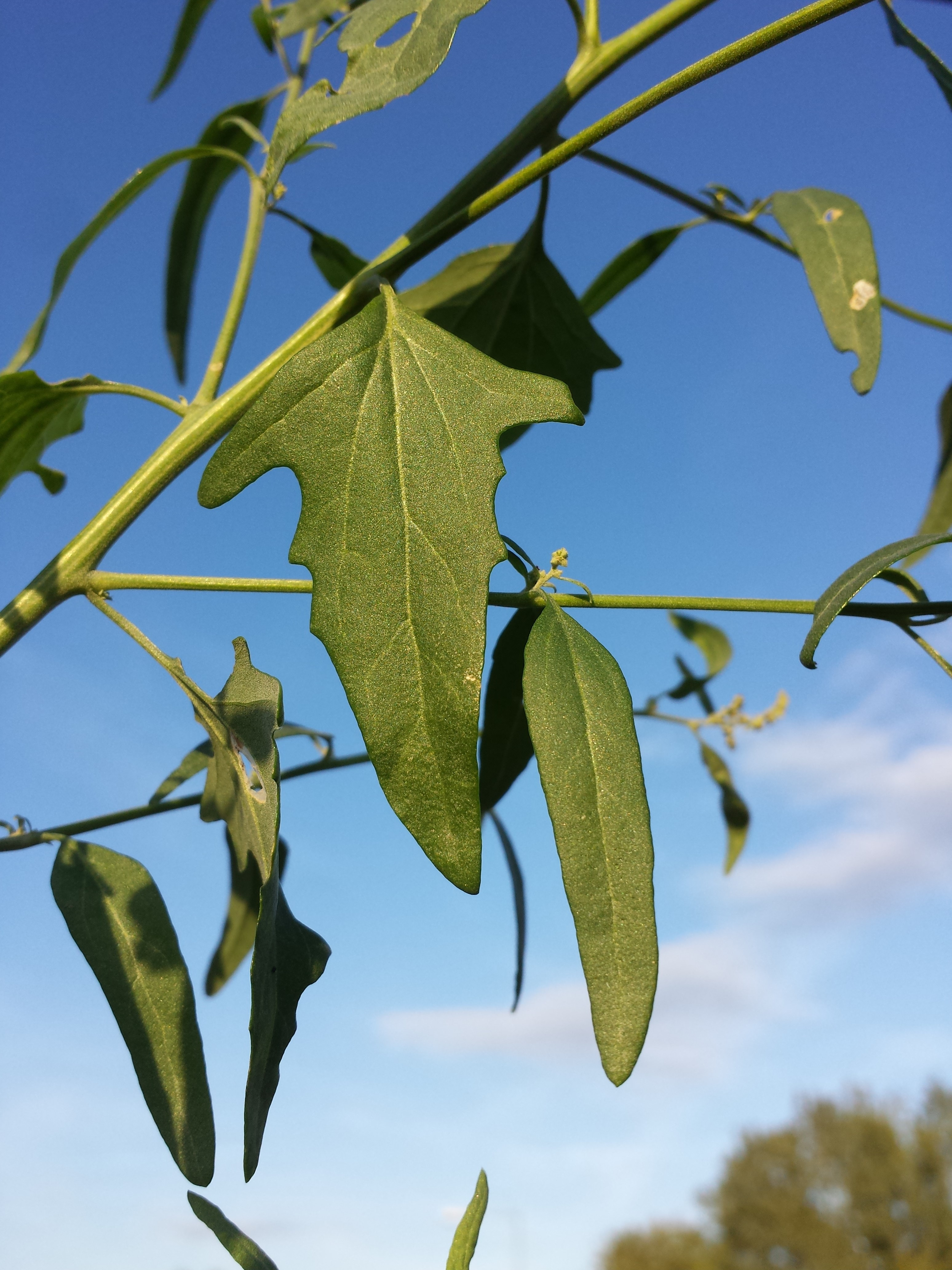
Mittlere Laubblätter

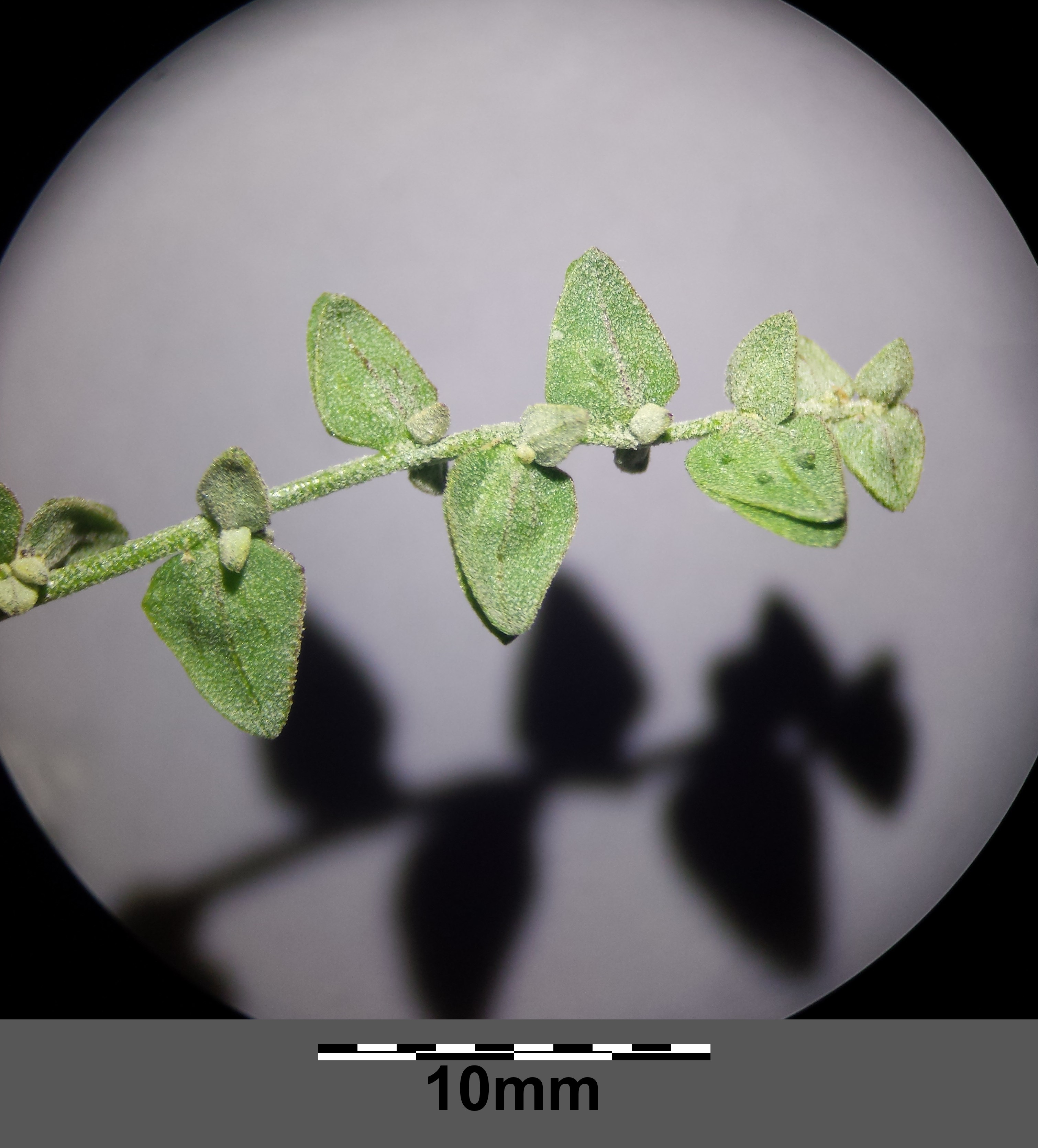
Blütenstand mit vorwiegend weiblichen Blüten

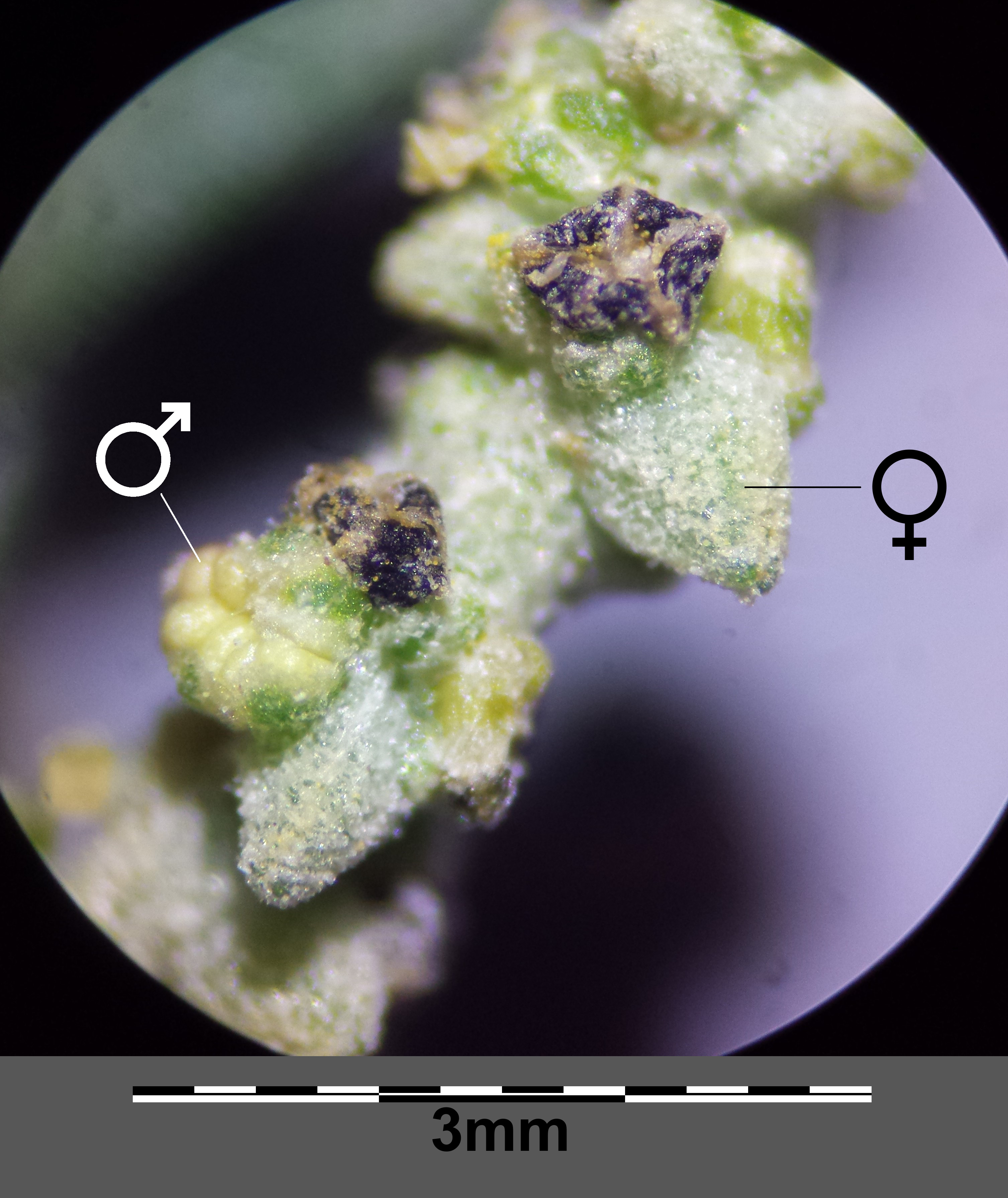
Männliche und weibliche Blüten

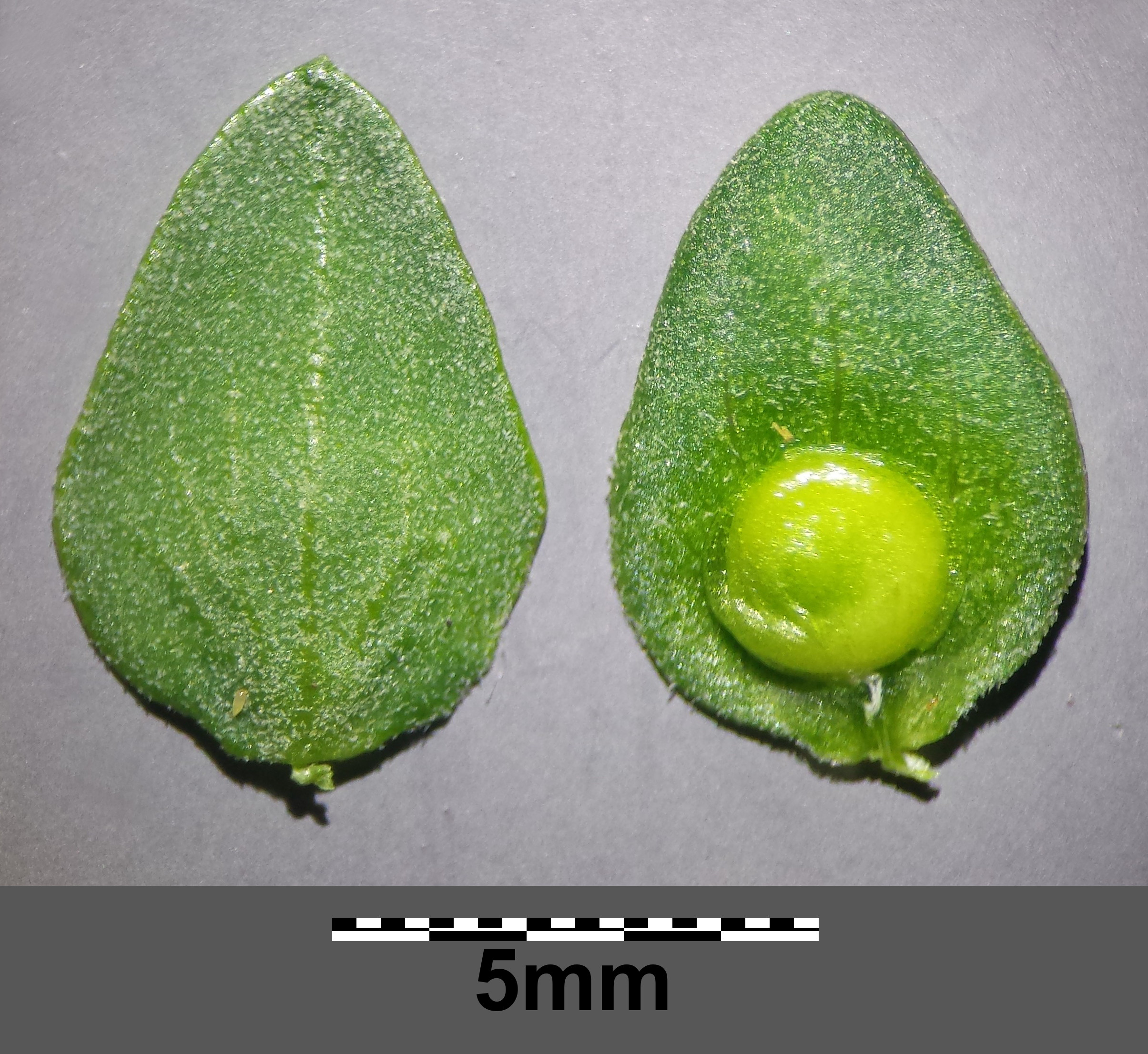
Weibliche Blüten mit Vorblättern, rechts vorderes Vorblatt entfernt

### Vegetative Merkmale
Die Langblättrige Melde wächst als einjährige krautige Pflanze, die Wuchshöhen von meist 60 bis 150 Zentimetern (10 bis 180 Zentimetern) erreicht. Der aufrechte Stängel ist von der Basis an verzweigt mit steif aufrechten Seitenzweigen.
Die Laubblätter sind im unteren Teil des Stängels gegenständig, weiter oben wechselständig angeordnet und häufig in der Längsachse verdreht. Der Blattstiel ist 0,5 bis 3 Zentimeter lang. Ihre Blattspreite ist zunächst mehlig, später verkahlend und beidseitig etwa gleichfarbig graugrün. Die Blattspreite ist bei einer Länge von 2 bis, meist 3 bis 8,5 Zentimetern und einer Breite von 0,6 bis 9 Zentimetern breit-eiförmig bis rautenförmig oder dreilappig mit verlängertem buchtig-gezähnten Mittellappen und keilförmigem Spreitengrund. Die obersten Blätter sind lanzettlich und ganzrandig.

### Blütenstand und Blüte
Die end- oder seitenständigen, zusammengesetzten ährigen Blütenstände weisen eine von Länge 6 bis 25 Zentimetern auf. In der Achsel von Tragblättern stehen Knäuel aus meist mehr als acht grünen Blüten. Die Langblättrige Melde ist einhäusig getrenntgeschlechtig (monözisch). Männliche Blüten enthalten fünf längliche Blütenhüllblätter (Tepalen), sowie fünf Staubblätter. Nach dem Verblühen werden diese Blüten schwärzlich. Weibliche Blüten werden von zwei Vorblättern umhüllt, Blütenhüllblätter sind nicht vorhanden, sie enthalten nur einen vertikalen Fruchtknoten.

### Frucht und Samen
Die von ihren Vorblättern umhüllten Früchte sitzen lückig aneinandergereiht an den Fruchtästen. Die Vorblätter sind bei einer Länge von 5 bis 6 Millimetern und einer Breite bis 4,5 Millimetern breiteiförmig, länger als breit und spitz zulaufend; sie sind meist ganzrandig oder können an der breitesten Stelle in der basalen Hälfte jederseits ein Zähnchen aufweisen und sind nur am Grunde verwachsen. Ihre Oberfläche durchziehen drei von der Basis an getrennte Hauptadern, deren mittlere oft rötlich gefärbt ist; mit einer Lupe sind auf der Vorblattfläche manchmal zwei kleine Höcker zu erkennen.
Die Frucht steht immer vertikal. Die Samengröße erreicht etwa vier Fünftel der Vorblattlänge. Es gibt zwei Samentypen (Heterokarpie): Schwarze Samen und dunkelbraun-graue Samen. Die schwarzen Samen sind von der längs gestreiften häutigen Fruchtwand bedeckt, nach Abreiben derselben wird ihre glänzende Oberfläche sichtbar.

### Chromosomenzahl
Die Chromosomenzahl beträgt 2n = 36.

### Photosyntheseweg
Die Langblättrige Melde ist eine C3-Pflanze mit normaler Blattanatomie.

## Ökologie und Phänologie
Die Blütezeit der Langblättrigen Melde reicht von Mitte August bis September. Die Bestäubung erfolgt in der Regel durch den Wind, aber auch Selbstbestäubung oder die Übertragung der Pollen durch Insekten sind möglich.
Beim Sammeln von Nektar konnten Wildbienen (Lasiglossum polites), Schwebfliegen, Ameisen (Formica polyctena) und Fransenflügler beobachtet werden (siehe Schwarz 2004).
Als Pflanzensaftsauger wurden Weichwanzen an der Langblättrigen Melde gefunden.

## Vorkommen
Die Langblättrige Melde ist in Europa, Westasien und Sibirien verbreitet. Als Neophyt kommt sie auch in Nordamerika vor. In Europa kommt sie ursprünglich in den Ländern Italien, Österreich, Deutschland, Tschechien, Slowakei, Ungarn, Slowenien, Kroatien, Serbien, Nordmazedonien, Griechenland, Bulgarien, Rumänien, Moldau, Ukraine und Russland vor.
In Deutschland ist die Langblättrige Melde schon seit mehr als fünfhundert Jahren heimisch (Archäophyt). In Deutschland liegt ihr Schwerpunkt der Verbreitung in Ostdeutschland sowie in Rheinland-Pfalz und Hessen. Auch im nördlichen Teil Bayerns sind eine Reihe von Fundorten bekannt. Die Langblättrige Melde wächst in Deutschland in Äckern und kurzlebigen Unkrautfluren, beispielsweise in halb-ruderalen Quecken-Rasen an trockenwarmen Standorten. Sie benötigt volle Besonnung und gilt als Wärmezeiger. Die Pflanzensoziologie beschreibt sie als Kennart der Assoziation Sisymbrio-Atriplicetum oblongifoliae.
In Österreich kommt diese wärmeliebende Art im pannonischen Gebiet zerstreut, sonst selten auf trockenen, nährstoffreichen Ruderalstellen und selten auf Salzfluren der collinen Höhenstufe vor. Das Auftreten beschränkt sich auf die Bundesländer Wien, Niederösterreich, Burgenland und Oberösterreich sowie unbeständig auf Nordtirol und Salzburg.
In der Schweiz kommt sie nur sehr selten und eingeschleppt vor.

## Systematik
Die Langblättrige Melde (Atriplex oblongifolia) zählt zur Sektion Atriplex innerhalb der Gattung Atriplex. Vor 2010 wurde diese Art in die Sektion Teutliopsis gestellt, weil ihr im Unterschied zu anderen Arten der Sektion Atriplex weibliche Blüten mit Blütenhülle und horizontale Samen fehlen. Phylogenetische Untersuchungen von Kadereit et al. 2010 ergaben aber eine enge Verwandtschaft mit den Arten der Sektion Atriplex und lassen vermuten, dass diese Merkmale sekundär verloren gingen.
Die Erstbeschreibung von Atriplex oblongifolia erfolgte 1812 durch Franz Adam von Waldstein und Pál Kitaibel in Descriptiones et Icones Plantarum Rariorum Hungariae, Band 3, S. 278 und Tafel 211.
Synonyme von Atriplex oblongifolia Waldst. & Kit. sind: Atriplex campestris W.D.J.Koch & Ziz, Atriplex patula L. var. hololepis Fenzl, Atriplex patula var. oblongifolia (Waldst.& Kit.) Westerlund, Atriplex patutum Boiss., Atriplex tatarica Schkuhr nom. illeg. non L., Teutliopsis oblongifolia (Waldst. & Kit.) Čelak.